# كليف (منطقة)
كليف Regierungsbezirk Kleve (أو Cleves ) كانت منطقة ادارية المانية أو منطقة حكومية ضمن مقاطعة Jülich-Cleves-Berg ضمن مملكة بروسيا .
صدر قرار بإنشاء المنطقة الإدارية في 30 أبريل 1815. تم دمج منطقة كليف في دوسلدورف (منطقة) في 22 يونيو 1822.

## المناطق
تضم منطقة كليف المقاطعات التالية:
- دينسلاكن
- جيلديرن
- كيمبين
- كليف
- ريس
- راينبرغ